# 阿波藍
阿波藍（あわあい）は、徳島県（阿波国）で行なわれる藍染め、またはその材料となるタデアイ（アイ）や、すくも（藍玉）。徳島藩の保護奨励策によって隆盛し、日本の藍染め市場を席巻した。明治後期以降、輸入品に押されて衰退した。

## 歴史
阿波国では、三好氏支配の天正初期に藍染めが行われていた記録があるが、本格的に組織的な品種改良や組織的な栽培、加工が行われるようになったのは、蜂須賀氏の阿波入部以降である。徳島平野を流れる吉野川は別名四国三郎とも呼ばれ、大雨や台風によりたびたび洪水を引き起こし、稲作に大きな被害を与えてきた。しかしタデアイは台風シーズン前の夏に収穫可能で洪水の被害を受けにくく、また通常連作障害を起こすが、洪水が起きた場合は新たに流入した土砂によって連作が可能であった。
蜂須賀家政は1615年に旧領である播磨から藍作技術者を招いて藍作技術指導にあたらせ、1625年には藩内に「藍方役所」を設置して藍の栽培、製造の監督を行なった。家政以降の歴代藩主も保護、奨励政策をとり、阿波藍はますます盛んになって、1700年代には全国市場を支配した。明治時代に入ると紡績業の発達や綿製品の増大によってさらに需要が拡大し、最盛期の1903年（明治36年）の藍作作付け面積は15000haに達した。しかしその後、安価なインド藍や合成染料の輸入によって明治後半には急速に衰えた。
1978年（昭和53年）には阿波藍製造技術保存会の「阿波藍製造」が選定保存技術に認定された。近年の藍作付け面積は10haから20haの間で推移しており、5軒の藍製造業者が存在する。現状は伝統産業、観光産業として維持されており、特産品として商品開発を進める自治体もある。